# Kyle Wilson (Eishockeyspieler)
Kyle Wilson (* 15. Dezember 1984 in Oakville, Ontario) ist ein kanadischer Eishockeyspieler, der zuletzt bei den Eisbären Berlin aus der Deutschen Eishockey Liga unter Vertrag stand.

## Karriere
Kyle Wilson begann seine Karriere als Eishockeyspieler an der Colgate University, an der er von 2002 bis 2006 eingeschrieben war, während er parallel für deren Eishockeymannschaft in der National Collegiate Athletic Association spielte. 2006 wurde er dabei in das zweite All-Star Team der ECAC Hockey gewählt. Während seiner Universitätszeit wurde der Center im NHL Entry Draft 2004 in der neunten Runde als insgesamt 272. Spieler von den Minnesota Wild ausgewählt, für die er allerdings nie spielte. Stattdessen unterschrieb er am 6. Oktober 2006 einen Vertrag als Free Agent bei den San Antonio Rampage aus der American Hockey League. Zudem absolvierte er fünf Spiele für die South Carolina Stingrays aus der ECHL. Anschließend wechselte er im Laufe der Saison 2006/07 zu den Hershey Bears, bei denen er in den folgenden vier Jahren einen Stammplatz in der AHL hatte. Bereits in seiner ersten AHL-Saison wurde er im März 2007 zum Spieler der Woche gewählt, in welcher er mit 10 Punkten in 3 Spielen den Sieg in der East-Division der Bears komplettierte. Auch in den folgenden Playoffs erreichte er mit Hershey das Finale, war mit 16 Punkten und davon 7 Toren der beste Rookie der Playoffs und hinter Tomas Fleischmann  punktbester Spieler seines Teams. Mit 30 Toren war Wilson in der folgenden Saison 2007/2008 bester Torschütze der Bears.  In den Spielzeiten 2008/09 und 2009/10 gewann er mit seiner Mannschaft jeweils den Calder Cup. In der 2009/10 gab er zudem sein Debüt in der National Hockey League für Hersheys Kooperationspartner Washington Capitals, für die er in zwei Spielen zwei Tore vorbereitete.
Am 2. Juli 2010 unterschrieb Wilson einen Vertrag als Free Agent bei den Columbus Blue Jackets, für die er in der Saison 2010/11 in 32 Spielen in der NHL vier Tore erzielte und sieben Vorlagen gab. Parallel lief er in 23 Spielen für Columbus’ Farmteam Springfield Falcons in der AHL auf. In dieser erzielte er in 23 Spielen je zwölf Tore und zwölf Vorlagen. Im Juli 2011 wechselte der Kanadier zu den Nashville Predators, wo er mit Ausnahme von fünf NHL-Einsätzen ebenfalls überwiegend für das Farmteam Milwaukee Admirals in der AHL spielte.
Zur Saison 2012/13 unterschrieb der Kanadier einen Vertrag bei den Tampa Bay Lightning, verbrachte jedoch die erste Hälfte der Spielzeit bei den Syracuse Crunch, bevor er im März 2013 im Austausch für Dan Sexton zu den Anaheim Ducks transferiert wurde. Nachdem Wilson bei den Ducks abermals nur für das Farmteam Norfolk Admirals auf dem Eis stand, entschied er sich im Juni 2013 für einen Wechsel nach Europa und schloss sich dem lettischen Verein Dinamo Riga aus der Kontinental Hockey League an. Dort erzielte er in der Saison 2013/14 insgesamt 44 Scorerpunkte aus 49 Partien und war damit bester Scorer seines Vereins sowie unter den 10 punktbesten Spielern der KHL in der Hauptrunde. Für die folgende Saison wechselte er im Anschluss innerhalb der Liga zum HK Traktor Tscheljabinsk. Dort konnte der Kanadier zunächst nicht an seine Leistungen aus dem Vorjahr anknüpfen und kehrte bereits im November 2014 nach Riga zurück. Nachdem er auch dort lediglich neun Scorerpunkte aus 28 Spielen markierte, unterschrieb er im Juni 2015 beim schwedischen Klub MODO Hockey aus der Svenska Hockeyligan. Im Januar 2016 wechselte der Angreifer zu den SCL Tigers in die Schweizer National League A.
Im Juli 2016 wurde Wilson von den Eisbären Berlin aus der Deutschen Eishockey Liga (DEL) unter Vertrag genommen, doch mit 20 Punkten in der Saison konnte der Königstransfer die Erwartungen nicht erfüllen, so das nach einem Jahr sein laufender Vertrag wieder aufgelöst wurde. Wilson selbst begründet seinen Leistungsabfall mit einer nicht auskurierten Verletzung aus seinem ersten Jahr in der KHL.

## Erfolge und Auszeichnungen
- 2006 ECAC Hockey Second All-Star Team
- 2009 Calder-Cup-Gewinn mit den Hershey Bears
- 2010 Calder-Cup-Gewinn mit den Hershey Bears

## Statistik
(Stand: Ende der Saison 2010/11)